# Facón

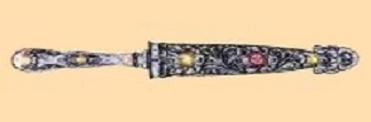
Nůž facón se zdobenou kovovou střenkou a pochvou

Facón (El facón nebo cuchillo gaucho, španělsky) je bojový a užitkový nůž široce používaný v Argentině, Brazílii nebo Uruguayi zejména mezi jihoamerickými gauči v tamní pampě. Facón je zbraň s vysoce zdobnou kovovou střenkou a pochvou, s čepelí o délce od 25 do 51 cm. Ve zdobném provedení se facón objevil ve 30. a 40. letech 19. století. Vzhledem k ceně materiálů, z nichž byl na počátku vyráběn, si ho mohli dovolit jen zámožní "estancieros" – farmáři a vlastníci půdy, vysocí vojenští důstojníci nebo politici.
Typický facón je vyroben částečně ze zbytků zničených mečů, šavlí nebo bajonetů. Jeho čepel je štíhlá a dlouhá, broušená jen po jedné straně – někdy je část ostří u špičky nože broušená po obou stranách. Záštita bývá nejčastěji ve tvaru písmene "S", obráceného "U" nebo jen jako krátká příčka.

## Historie

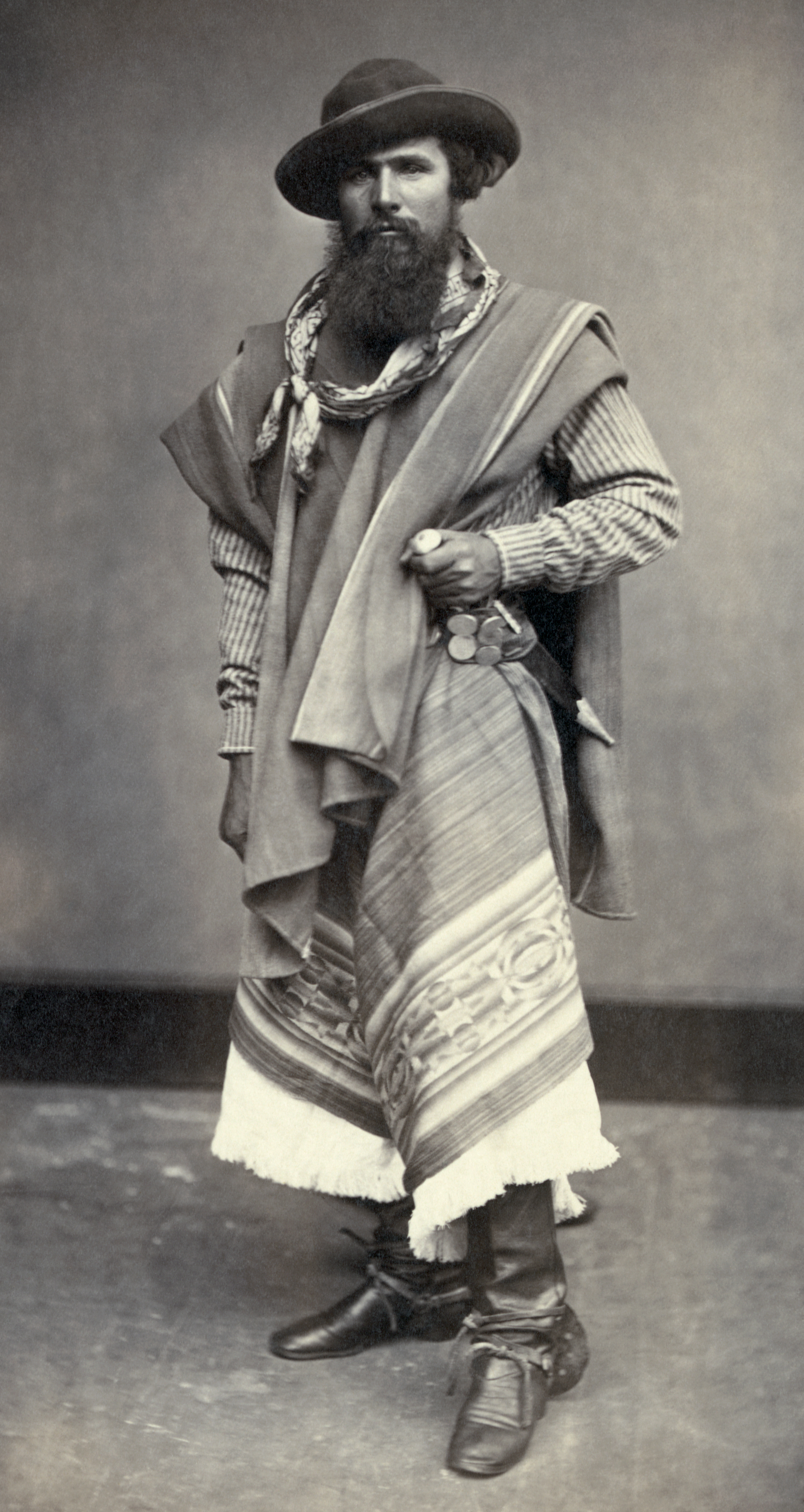
Gaučo s facónem za opaskem

Slovo facón pochází z portugalského nebo katalánského faca - nůž. Právě pro svou velikost ve srovnání s konvenčním nožem byl pojmenován facón (velký nůž). Facón je nůž s velkou a silnou čepelí, který nosili při sobě portugalští cestovatelé a emigranti během osidlování a průzkumu Brazílie. Jelikož byli španělští caballeros (šlechtici) v Jižní Americe různými vyhláškami a nařízeními zbaveni možnosti nosit meč, byli nuceni přijmout jako zbraň na svou obranu facón. Od nich ho později přijali na svou sebeobranu také gaučové a muži z venkova v Argentině a Uruguayi. Podle některých záznamů byl tento nůž také nástrojem bezpočtu smrtelných zranění a vražd. Ze zápisu z roku 1828 vypovídajícím o zajetí škuneru Las Damas Argentinas se španělsky mluvícími piráty se dochovala následující informace:
"Mezi těmito /myslí se zbraněmi/ bylo velké množství dlouhých nožů – zbraní, které Španělé obratně používali. Jsou přibližně stejně tak velké, jako běžný anglický vyřezávací nůž, až na o několik centimetrů delší a z obou stran naostřenou čepel."
V důsledku své krvavé historie byly facón a jemu podobné nože mnohokrát postaveny mimo zákon jak v Uruguayi a Brazílii, tak v Argentině, avšak vždy bez jakéhokoli zjevného výsledku.
Na přelomu 19. století, kdy se rozšířily opakovací palné zbraně, zaznamenalo použití facónu v boji z blízka úpadek. Přesto ho mnozí gaučové nadále nosili při sobě, byl však využíván pouze na krájení masa a jako užitkový nůž. Příležitostně byl používán při ochraně "cti" – v těchto situacích se oba účastníci snažili při svých výpadech zasáhnout protivníkův obličej. Boj ustal, jakmile jeden z protagonistů přes všudepřítomnou krev na obličeji nic neviděl.

## Typy facónů

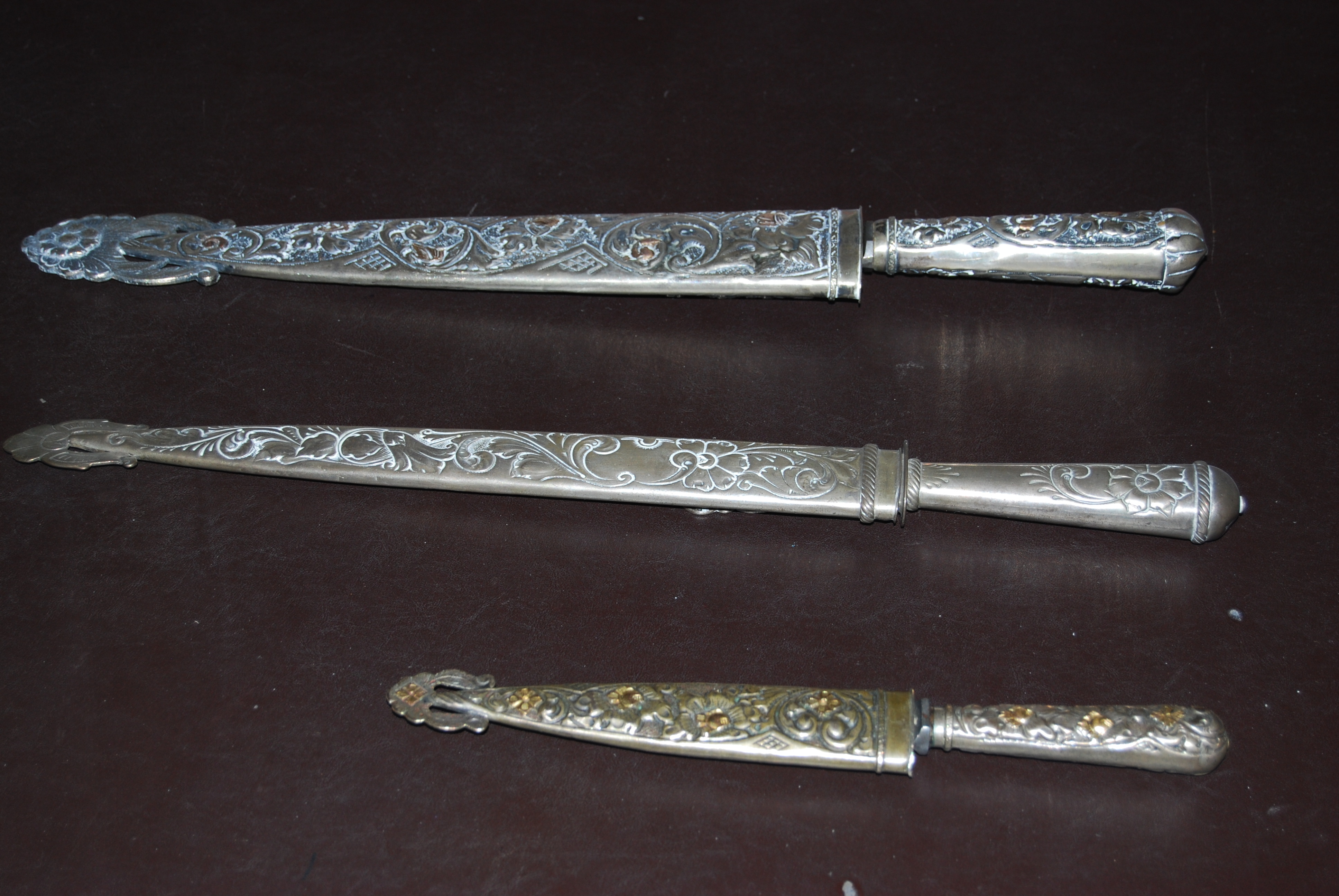
3 různé typy argentinských facónů

Formát facónů je různorodý. Původní typy se vyznačovaly vynikající povrchovou úpravou a často se vyráběly i z drahých materiálů (stříbro, zlato). Rozlišují se následující typy:

### Verijero
Verijero je typický malý argentinský nůž o délce přibližně 15 cm s čepelí broušenou jen po jedné straně. Používal se na venkově v domácnostech jako užitkový nůž (krájení a servírování potravy, zabíjení nebo kastrace malých domácích zvířat, případně i jako drbátko na záda nebo zubní párátko). Tento nůž se nosí zastrčený na pásku v oblasti třísel (verija – odtud jej gaučové nazvali verijero). Bývá také předmětem uctívání nebo sběratelství – zejména mezi milovníky v Argentině hojně rozšířeného grilování. Na konci 19. a začátku 20. století sloužil verijero jako zbraň mezi pohlednými psanci, kteří se účastnili "Milongy" – místa, kde se tancovalo a zrodilo tango – v oblasti Buenos Aires.

### Cuchillo Macho
Cuchillo macho je nůž zpravidla delší než 30 cm se špičatou čepelí broušenou jen na jedné straně. Používal se na venkově jako užitkový nůž (zejména jako řeznický nůž) nebo při bojích zblízka mezi gauči. Pojem "macho" – mužský/muž zřejmě odkazuje na dovednosti, které museli muži při zacházení s tímto nožem ovládat. Dnes jsou běžně používány mezi lidmi na venkově.
Speciálním typem může být "Cuchillo de campo" – vesnický nůž, který se objevil až koncem 19. století. Tyto nože jsou stopkovité konstrukce (spojená čepel s násadou) s dřevěnou nebo parohovou rukojetí upevněnou nýty. Tvar čepele je podobný typu puñal, jen o něco útlejší.

### Daga
Daga je nůž o velikosti 20 až 60 cm s čepelí broušenou po obou stranách. Využíval se především v bojích mezi gauči.

### Puñal
Puñal je nůž o maximální délce přibližně 25 cm. Jedná se o nůž pouze s jedním ostřím rozšířený na území Argentiny, Uruguaye a jižní Brazílie, ve všech těchto regionech se však významně liší. Původ těchto nožů je stále neznámý, s jistotou však víme, že v Německu, Anglii, Belgii a Francii byly tyto nože často padělávány. Odhaduje se, že se tyto nože mohly objevit již v 18. století. Při bližším zkoumání lze usoudit, že velký vliv na vývoj tohoto nože měli Španělé i Němci. Takzvané "středomořské dýky" (dýky s jedním ostřím), které byly používány Španěly, Italy a Francouzi během 17. a 18. století, jsou považovány za původce loveckých nožů. Srovnáním těchto nožů lze usuzovat na jejich společný původ.

### Caronero
Caronero je zajímavý podtyp nožů typu facón. Jedná se o nůž s velmi dlouhou čepelí (broušená po jedné i po obou stranách), který se nosil mezi "caronas" – kožená část koňského sedla. Nože caroneros nemají záštitu, aby se nezamotala do částí sedla. Navzdory obecně rozšířenému mýtu, nebyly caroneros mezi gauči běžné ani oblíbené. Používali je zločinní gaučové, vojáci nebo členové armády. Jen zřídka pak obyčejní lidé.

## Popis a použití
Z článku pořízeného jedním z gaučů v roce 1830 je facón popisován jako vyřezávací nůž s čepelí dlouhou 14 palců (cca 35,6 cm), který byl nošen v kožené pochvě na šerpě kolem pasu, nebo zastrčený v kalhotách. Dnes se typicky nosí na zádech zastrčený za opaskem tak, aby ho mohl gaučo svou pravou rukou co nejrychleji vytasit. Facón se používá hlavně jako bojový nůž v domorodém stylu boje "escrima criolla". Při tomto způsobu boje je nůž držen v jedné ruce a okolo druhé je omotané pončo nebo jiný kabát tak, aby zachytil útoky soupeře. Tento typ boje je reminiscencí na tradiční boj v Andalusii, při kterém se používá španělský kapesní nůž s dlouhou čepelí nebo "navaja sevilliana".

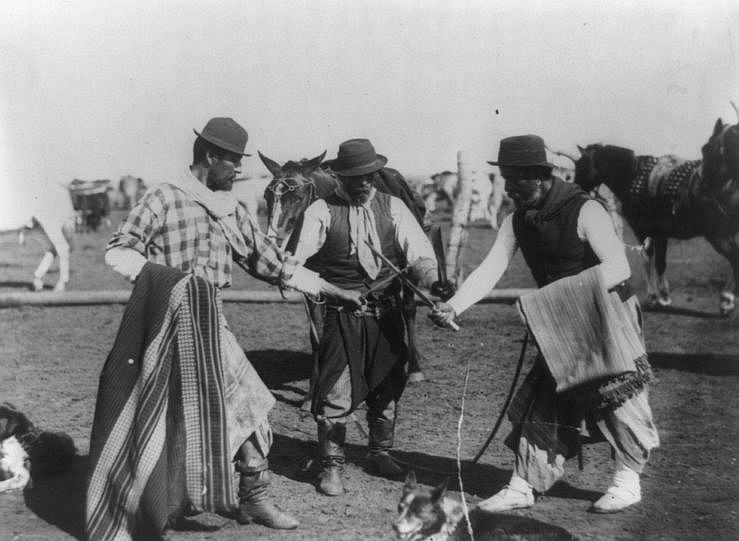
Gaučové předvádějí používání facónu

Většina dnes vyráběných facónů je však jen hrubě zdobená a ne příliš kvalitně zpracovaná. Některé z nich jsou vyrobeny ze zmenšených mečů, čepel jiných pochází až z daleké Anglie.